# Slender: The Arrival
Slender: The Arrival – gra komputerowa z gatunku survival horror stworzona przez studio Blue Isle Studios jako kontynuacja gry Slender: The Eight Pages, wydana 26 marca 2013 na platformach Microsoft Windows, OS X i PlayStation. Gra opiera się na zbieraniu kartek, poszukiwaniu wskazówek oraz uciekaniu przed Slender Manem.

## Fabuła
Główna bohaterka Lauren jedzie do przyjaciółki Kate, jednak po dojechaniu do domu zastaje otwarte drzwi. Kate nigdzie nie można znaleźć, a na ścianie w jej pokoju znajdują się rysunki sugerujące drogę do wieży. Gdy Lauren rozgląda się po pokoju, z lasu słychać krzyk. W tym momencie Lauren wychodzi z domu w celu znalezienia Kate. W międzyczasie znajduje ogłoszenie o zaginięciu Charliego Mathesona Jr.
Lauren odkrywa pobliski Park Oakside, gdzie zbiera 8 stron, zawierających wskazówki dotyczące zniknięcia Kate. Podczas pobytu w parku, zaczyna ją śledzić Slender Man. Kiedy bohaterka zbierze wszystkie 8 stron, spotyka się z nim. Slender Man chwyta ją, ale Lauren udaje się uwolnić z jego rąk, po czym zaczyna uciekać. Podczas umykania bohaterka przewraca się i uderza głową o kamień.
Lauren budzi się na polu w pobliżu Kullman Mining. Kiedy odkrywa zamkniętą dolinę, dowiaduje się, że musi wejść do ciemnego tunelu, aby wydostać się z niej. Tunel ten został stworzony przez Kullman Mining Co. po zakupie koncesji na wydobycie surowców od właścicieli Oakside Park. Gdy bohaterka wchodzi do niego, widzi znak, który nakazuje, że w przypadku braku prądu i pracowników sześć generatorów musi zostać aktywowanych, aby można było włączyć szyb górniczy i uciec do góry. Podczas szukania i aktywowania generatorów Lauren zdaje sobie sprawę, że jest ścigana przez Proxy. Gdy udaje się jej aktywować wszystkie generatory, szyb włącza się.
Podczas podróży trafia ona do niewielkiego budynku, w którym znajduje się telewizor i dwie kasety na stole. Po włożeniu pierwszej kasety, następuje przejście do retrospekcji CR-a, przyjaciela Kate, który badając sprawę zaginięcia Charliego Mathesona Jr., przybył na farmę rodziny Mathesson. Odkrywa dowody, że Mathessonowie byli prześladowani od pokoleń przez Slender Mana. Wraz z dalszym przechodzeniem zmienia się pora dnia na noc. CR zauważa kolejnego Proxy, którym się okazuje być zaginiony chłopak. Podczas ucieczki upuszcza kamerę, która przestaje nagrywać w momencie przebiegającego Charliego. Lauren wkłada drugą kasetę; na celuloidzie pojawia się Kate. Następuje przejście do kolejnej retrospekcji, podczas której Kate musi zabezpieczyć dom, zamykając okna i drzwi. Podczas tego procesu widzi Slender Mana i próbuje ukryć się w swoim pokoju. Kiedy Slender Man dostaje się do jej pokoju, rozbija ona okno i ucieka do pobliskiego parku, kończąc nagrywanie filmu.
Bohaterka ucieka z małego budynku i wchodzi do jaskini, w której znajduje dwie ostatnie kartki. Gdy wychodzi z niej, cały las staje w płomieniach. W opresji bohaterka ucieka do wieży radiowej. Kiedy wchodzi do wieży, drzwi zatrzaskują się. Kobieta przechodzi dalej do pokoju, w którym znajduje się truchło CR-a. Koło zwłok leży aparat radiowy, po którego włączeniu Lauren słyszy krzyki Kate i CR-a. Po ich ustaniu do pomieszczenia wdziera się Proxy.
Lauren budzi się w piwnicy, gdzie pilnuje ją Charlie. Po znalezieniu spalonego notatnika, Charlie znika, a bohaterka idzie w stronę płaczącego głosu kobiety. To Kate, lecz gdy Lauren się do niej przybliża, Kate zmienia się w Proxy i ją atakuje. Na nagraniu z kamery widać leżące nogi, które ktoś przeciąga. Gra kończy się wyczerpaną baterią kamery.

## Rozgrywka
Gra jest pierwszoosobowym horrorem, w którym głównym zadaniem jest poznanie historii przyjaciółki oraz ucieczka przed niebezpieczeństwem. Rozgrywka polega głównie na poszukiwaniu rozrzuconych po okolicy przedmiotów, takich jak strony manuskryptu opisujące tytułowe stworzenie oraz wchodzeniu w interakcje z przedmiotami, na przykład generatorami napięcia. 
Ścigający gracza Slender man nie zamierza dopuścić do odkrycia jego sekretów. Podczas poszukiwań cały czas śledzi on gracza i powoli skraca dystans do swojej ofiary. Bohater nie dysponuje żadną bronią, a jego ekwipunek ogranicza się do prostej latarki. Spojrzenie na goniącego go Slendera może zakończyć grę. Aby przeżyć, konieczne jest unikanie kontaktu z potworem. 
W grze dostępny jest wybór poziomu trudności: łatwy, normalny i „hardcore”. Różnice w trybie „hardcore” są takie, że w baterie w latarce mogą się wyczerpać, wrogowie są bardziej agresywni, a wytrzymałość gracza szybciej się kończy.

## Produkcja
Pierwszy zwiastun ukazujący rozgrywkę ukazał się 23 grudnia 2012 roku. Za scenariusz gry odpowiedzialni są autorzy kanału w serwisie YouTube poświęconemu Slenderowi; są to Joseph Delage, Tim Sutton i Troy Wagner. W dniu 9 lutego 2013 roku Slender: The Arrival został udostępniony w fazie testów beta dla osób, które nabyły grę. Gra początkowo miała ukazać się tylko na PC jednak później wydano porty na inne platformy. W marcu 2015 została wydana wersja na PlayStation 4 i Xbox One, a w październiku 2023 r. na PlayStation 5 i Xbox Series X/S.

## Odbiór
Redaktor z Gry-Online pochwalił warstwę dźwiękową. Opisał ją jako integralną część gry, która zmienia się w zależności od rozmiarów niebezpieczeństwa. Pozytywnie wyraził się też o sposobie prowadzenia fabuły podsumowując recenzję słowami „Slender: The Arrival to najintensywniejszy interaktywny horror, w jaki miałem okazję zagrać w ostatnim czasie”. Marty Silva negatywnie ocenił powtarzające się zadania i małą liczbą nowych elementów względem poprzedniej części. Niepochlebnie opisał też przeciwników, którzy nagle się pojawią za plecami, co zmusza gracza do wczytania gry.